# محموله عجیب (فیلم ۱۹۳۶)
محموله عجیب (انگلیسی: Strange Cargo) فیلمی بریتانیایی در سبک جنایی است که در سال ۱۹۳۶ منتشر شد.